# Henryk Kondziela
Henryk Kondziela (ur. 6 kwietnia 1931 w Tucholi, zm. 19 stycznia 2025) – polski historyk sztuki i konserwator zabytków, doktor nauk humanistycznych. W latach 1978–1990 dyrektor Muzeum Narodowego w Poznaniu

## Życiorys
Był synem Eugeniusza Kondzieli i Eugenii Kondzieli, z d. Okonek. Wkrótce po urodzeniu zamieszkał z rodzicami w Chojnicach. Tam w 1950 ukończył miejscowe liceum. W 1950 rozpoczął studia z zakresu historii sztuki na Katolickim Uniwersytecie Lubelskim, po roku przeniósł się na Uniwersytet Poznański. Studia I stopnia ukończył w 1953, studia magisterskie w 1955.
Od 1954 pracował najpierw w Komisji Badań i Studiów nad Zabudową Starego Rynku w Poznaniu, następnie w biurze Wojewódzkiego Konserwatora Zabytków w Poznaniu. W czerwcu 1955 objął nowo utworzone stanowisko Miejskiego Konserwatora Zabytków przy Prezydium Miejskiej Rady Narodowej w Poznaniu. W latach 1957-1973 był Konserwatorem Zabytków miasta Poznania. W tym okresie sprawował nadzór konserwatorski nad odbudową Starego Miasta w Poznaniu po zniszczeniach II wojny światowej. W 1971 był organizatorem pierwszej w Polsce i jednej z pierwszych w Europie konferencji naukowej poświęconej ochronie i konserwacji zabytkowej architektury końca XIX i początku XX wieku.
W 1971 opublikował pracę Stare Miasto w Poznaniu. Zniszczenia – odbudowa – program dalszych prac (1971), na podstawie której w 1972 otrzymał na Uniwersytecie Mikołaja Kopernika w Toruniu stopień doktora nauk humanistycznych. Od 1973 do 1991 pracował najpierw jako adiunkt, a od 1976 jako docent na Politechnice Poznańskiej. Równocześnie w latach 1974-1978 był zatrudniony w poznańskim oddziale Przedsiębiorstwa Państwowego Pracownie Konserwacji Zabytków, a w latach 1978–1990 był dyrektorem Muzeum Narodowego w Poznaniu.
Był jednym z założycieli Stowarzyszenia Konserwatorów Zabytków i w latach 1980-1984 jego wiceprezesem, a w latach 1998-2006 prezesem Zarządu Oddziału w Poznaniu. W latach 2002-2015 był członkiem Komitetu Odbudowy Zamku Królewskiego w Poznaniu, kierował jego zespołem programowym.
Wydał przewodnik po Starym Mieście w Poznaniu (1975), a z Bogdanem Zgodzińskim przewodnik Poznań i okolica (1980).
W 1957 poślubił Stanisławę Chodorowską, miał z nią syna, Mariusza, który również został historykiem sztuki.
Pogrzeb odbył się 23 stycznia 2025, na cmentarzu przy ul. Bluszczowej w Poznaniu.

## Odznaczenia
Był odznaczony Złotym Krzyżem Zasługi (1960), Krzyżem Kawalerskim Orderu Odrodzenia Polski (1980), Odznaką Zasłużony Działacz Kultury (1973), Medalem Komisji Edukacji Narodowej (1985), srebrnym (2011) i złotym (2021) Medalem „Zasłużony Kulturze Gloria Artis”.